# AC Oulu
AC Oulu är en fotbollsklubb från Uleåborg i Finland.  Klubben grundades 2002 efter en fusion av Uleåborgsklubbarna Tervarit, OLS, OTP och OPS. OLS lämnade dock snabbt samarbetet eftersom man ansåg sig ha samma möjligheter och förutsättningar att nå framgång som AC Oulu. Sedermera har även OPS återvänt till de nationella serierna. AC Oulus hemmaplan är Raatti Stadion. Betydelsen av prefixet "AC" är okänt, men vissa tror att man kopierat det från AC Milan och därmed skulle namnet vara Associazione Calcio Oulu.

## Historia
Säsongen 2006 kom AC Oulu tvåa i Finlands näst högsta fotbollsserie Ettan och avancerade sålunda till Tipsligan, som är den högsta fotbollsserien i Finland. AC Oulus sejour i Tipsligan blev dock kortvarig. Laget blev sist i serien och flyttades ner i Ettan säsongen 2008. Ny tränare blev den ofta framgångsrike Juha Malinen, som skrev ett tvåårskontrakt med klubben. Hösten 2009 lyfte Malinen återigen upp laget till högsta serien, där man spelade även under följande säsong. Trots att laget 2010 höll sig kvar för fortsatt spel i Tipsligan säsongen 2011, blev klubben degraderad och nekades licens som en följd av dålig ekonomi. 2021 spelar AC Oulu återigen i den högsta serien efter att ha vunnit Ettan den föregående säsongen.

## Placering senaste säsonger
| Säsong | Nivå | Liga          | Placering | Referens | Notering                      |
| ------ | ---- | ------------- | --------- | -------- | ----------------------------- |
| 2010   | 1    | Veikkausliiga | 11        | [ 1 ]    | Nedflyttad till Ykkonen       |
| 2011   | 2    | Ykkonen       | 3         | [ 2 ]    |                               |
| 2012   | 2    | Ykkonen       | 6         | [ 3 ]    |                               |
| 2013   | 2    | Ykkonen       | 4         | [ 4 ]    |                               |
| 2014   | 2    | Ykkonen       | 5         | [ 5 ]    |                               |
| 2015   | 2    | Ykkonen       | 5         | [ 6 ]    |                               |
| 2016   | 2    | Ykkonen       | 4         | [ 7 ]    |                               |
| 2017   | 2    | Ykkonen       | 4         | [ 8 ]    |                               |
| 2018   | 2    | Ykkonen       | 4         | [ 9 ]    |                               |
| 2019   | 2    | Ykkonen       | 7         | [ 10 ]   |                               |
| 2020   | 2    | Ykkonen       | 1         | [ 11 ]   | Uppflyttad till Veikkausliiga |
| 2021   | 1    | Veikkausliiga | 11        | [ 12 ]   |                               |
| 2022   | 1    | Veikkausliiga | 7         | [ 13 ]   |                               |
| 2023   | 1    | Veikkausliiga | 7         | [ 14 ]   |                               |
| 2024   | 1    | Veikkausliiga | 10        | [ 15 ]   |                               |